# ناحیه تامپره
ناحیه تامپره زیرمجموعه پیرکانما و یکی از ناحیه‌ها در فنلاند از سال ۲۰۰۹ است. مساحت این ناحیه ۴۹۷۷ کیلومتر مربع و در سال ۲۰۱۴ دارای ۳۸۹۸۹۶ نفر جمعیت بوده‌است.

## شهرداری‌ها
| نشان ملی            | شهرداری            |
| ------------------- | ------------------ |
| Hämeenkyrön vaakuna | همین‌کورو (شهرداری) |
| Kangasalan vaakuna  | کانگاس‌آلا (شهر)    |
| Kuhmoisten vaakuna  | کوهموینن (شهرداری) |
| Lempäälän vaakuna   | لمپله (شهرداری)    |
| Nokian vaakuna      | نوکیا (شهر)        |
| Oriveden vaakuna    | اوریوسی (شهر)      |
| Pirkkalan vaakuna   | پیرکالا (شهرداری)  |
| Pälkäneen vaakuna   | پلکنه (شهرداری)    |
| Tampereen vaakuna   | تامپره (شهر)       |
| Vesilahden vaakuna  | وسی‌لاهتی (شهرداری) |
| Ylöjärven vaakuna   | ئول‌یروی (شهر)      |